# Athrycia trepida
Athrycia trepida är en tvåvingeart som först beskrevs av Johann Wilhelm Meigen 1824.  Athrycia trepida ingår i släktet Athrycia och familjen parasitflugor. Arten är reproducerande i Sverige. Inga underarter finns listade i Catalogue of Life.